# ليندسي ديفيس (عارضة)
ليندسي ديفيس (بالإنجليزية: Lindsay Davis)‏ هي عارضة أمريكية، ولدت في 6 نوفمبر 1985 في ليكوود في الولايات المتحدة.